# Mairipotaba
Mairipotaba är en kommun i Brasilien.   Den ligger i delstaten Goiás, i den sydöstra delen av landet, 230 km sydväst om huvudstaden Brasília. Antalet invånare är 2 378.
Omgivningarna runt Mairipotaba är huvudsakligen savann. Runt Mairipotaba är det glesbefolkat, med 10 invånare per kvadratkilometer.